# مجتبی حیدرپور
مجتبی حیدرپور (زادهٔ شهریور ۱۳۶۷، سرخس) بازیکن تیم ملی هندبال ایران است که در گوش چپ بازی می‌کند.

## حضور در تیم ملی ایران
حیدرپور در مسابقات قهرمانی مردان آسیا در سال ۲۰۱۴ با تیم ملی هندبال ایران مدال برنز را به دست آورد. او هم‌چنین در مسابقات قهرمانی جهان در سال ۲۰۱۵ عضو تیم ملی بود، ولی به دلیل مصدومیت از حضور در مسابقات قهرمانی آسیا در سال ۲۰۱۶ باز ماند.